# Boris Blanco Márquez
Boris Blanco Márquez (1920 - 1996) ocupó el cargo de Superintendente de Bancos (1981-1984). 

## Familia
Nace en San Javier de Loncomilla el 25 de abril de 1920.  Es hijo de Horacio Blanco y Ester Márquez.
Casado con Gabriela Rojas Guzmán, tuvo dos hijos: Jose Miguel, Pedro Antonio.
Fallece en Santiago en 1996.

## Educación
Cursó estudios de enseñanza primaria y secundaria en el Liceo de Chillán.

## Trayectoria pública
En 1944 ingresa como empleado de la Caja Nacional de Ahorros. En 1953 la institución pasa a ser parte del Banco del Estado de Chile.  
Años más tarde ingresa al Banco Sudamericano. 
En 1975 fue socio fundador y ocupa el cargo de Director del Banco Unido de Fomento (BUF). Hacia 1979 ocupaba el cargo de Gerente General y hacia 1981 ocupaba el cargo de Vicepresidente Ejecutivo.
En 1981 fue nombrado en el cargo de Superintendente de Bancos (1981-1984) en reemplazo de José Miguel Ibáñez Barceló. 
El nombramiento fue realizado por el régimen militar del General Augusto Pinochet Ugarte mediante el Decreto N°854 de 30 de noviembre de 1981 y 
comunicado mediante la Circular N°1.763 de la Superintendencia de Bancos de 1 de diciembre de 1981.
Asume en el período de la crisis económica y bancaria de Chile de 1981. Le correspondió realizar la segunda y tercera ronda de intervenciones bancarias hacia enero de 1983: el 13 de enero se produce la mayor intervención bancaria. El Gobierno decide intervenir a cinco bancos —Banco Unido de Fomento y Banco Hipotecario de Chile (BHC), entre ellos— y liquida otros tres, por problemas de liquidez a insolvencia, incluyendo a una sociedad financiera.
En ese período crítico, Mauricio Larraín Garcés, hoy director general del grupo Santander en Chile y presidente del Instituto Chileno 
de Administración Racional de Empresas (Icare), era Intendente, y en varias oportunidades debió subrogar al Superintendente Blanco.
Entre 1982 y 1986 la Superintendencia de Bancos e Instituciones Financieras intervino y cerró 16 instituciones financieras por transgredir las leyes y regulaciones que les eran aplicables y que estaban en situación de completa insolvencia debido a pérdidas que excedían su capital y reservas.
Asimismo, entre 1983 y 1989 Chile renegoció su deuda con la banca acreedora externa y adoptó los resguardos regulatorios para evitar nuevas crisis.
En febrero de 1983, durante el proceso de intervención y liquidación del Banco Unido de Fomento, fue cuestionado por su anterior rol de Director debido a que las operaciones señaladas por la Superintendencia fueron aprobadas por unanimidad y con el voto del Sr.Blanco.
Ocupó el cargo hasta el 28 de febrero de 1984.
En 1985 regresa al ámbito privado como socio de la Sociedad Agrícola Comercial e Industrial Las Turbinas Ltda.